# James Louis Connolly
James Louis Connolly (* 15. November 1894 in Fall River, Massachusetts, USA; † 12. September 1986) war ein US-amerikanischer Geistlicher und römisch-katholischer Bischof von Fall River.

## Leben
James Louis Connolly empfing am 21. Dezember 1923 das Sakrament der Priesterweihe für das Bistum Fall River, wurde aber bereits im folgenden Jahr in den Klerus des Erzbistums Saint Paul inkardiniert. Hier lehrte er viele Jahre als Professor am Priesterseminar des Erzbistums, dessen Leitung als Rektor er später übernahm.
Am 7. April 1945 ernannte ihn Papst Pius XII. zum Koadjutorbischof von Fall River und zum Titularbischof von Mylasa. Der Erzbischof von Saint Paul, John Gregory Murray, spendete ihm am 24. Mai desselben Jahres die Bischofsweihe; Mitkonsekratoren waren der Bischof von Sioux Falls, William Otterwell Brady, und der Koadjutorbischof von Winona, Leo Binz. 
Mit dem Tod James Edwin Cassidys am 17. Mai 1951 trat er dessen Nachfolge als Bischof von Fall River an. Sein besonderes Engagement galt der Sorge um Priesterberufungen und um die unheilbar Kranken. Er gründete vier regionale High Schools und die Bistumszeitung The Anchor. Er nahm an allen vier Sitzungsperioden des Zweiten Vatikanischen Konzils als Konzilsvater teil.
Papst Paul VI. nahm am 30. Oktober 1970 seinen altersbedingten Rücktritt an und ernannte ihn zum Titularbischof von Thibuzabetum. Wegen der geänderten Vergaberichtlinien verzichtete er bereits zwei Monate später auf den Titularsitz.